# Khaled Mosharraf
Khaled Mosharraf, né le 9 novembre 1937 à Jamalpur et décédé le 7 novembre 1975 était un officier militaire bangladais qui a joué un rôle héroïque dans la guerre de libération du Bangladesh. C'était le commandant de secteur du secteur 2 des forces du Bangladesh et le commandant de la brigade de la force K (Bangladesh) pendant la guerre d'indépendance du Bangladesh. Il a été blessé en première ligne contre l'armée pakistanaise. Sous son commandement, la K-Force a joué un rôle crucial dans la reddition inconditionnelle de l'armée pakistanaise le 16 décembre 1971,.
Mosharraf a dirigé le 3 novembre 1975 un coup d'État contre l'administration Mushtaq qui avait conspiré et pris le pouvoir en 1975 après l'assassinat du président Sheikh Mujibur Rahman, mais pendant le soulèvement militaire le 7 novembre, il a été lui-même renversé et assassiné de même que Abu Taher Mohammad Haider et Khondkar Nazmul Huda,.